# Ploceus
Genre
Le genre Ploceus regroupe 64 espèces de passereaux appartenant à la famille des Ploceidae. Tous ces passereaux sont appelés tisserins.

## Liste des espèces
D'après la classification de référence (version 14.2, 2024) du Congrès ornithologique international (ordre phylogénique) :
- Ploceus baglafecht – Tisserin baglafecht
- Ploceus bannermani – Tisserin de Bannerman
- Ploceus batesi – Tisserin de Bates
- Ploceus nigrimentus – Tisserin à menton noir
- Ploceus bertrandi – Tisserin de Bertram
- Ploceus pelzelni – Tisserin de Pelzeln
- Ploceus subpersonatus – Tisserin à bec grêle
- Ploceus luteolus – Tisserin minule
- Ploceus ocularis – Tisserin à lunettes
- Ploceus brachypterus – Tisserin pirate
- Ploceus nigricollis – Tisserin à cou noir
- Ploceus alienus – Tisserin de montagne
- Ploceus melanogaster – Tisserin à tête jaune
- Ploceus capensis – Tisserin du Cap
- Ploceus temporalis – Tisserin de Bocage
- Ploceus subaureus – Tisserin jaune
- Ploceus xanthops – Tisserin safran
- Ploceus aurantius – Tisserin orangé
- Ploceus heuglini – Tisserin masqué
- Ploceus bojeri – Tisserin palmiste
- Ploceus castaneiceps – Tisserin de Taveta
- Ploceus princeps – Tisserin de Principé
- Ploceus castanops – Tisserin à gorge noire
- Ploceus xanthopterus – Tisserin à gorge brune
- Ploceus holoxanthus – Tisserin du Ruvu
- Ploceus burnieri – Tisserin de Burnier
- Ploceus galbula – Tisserin de Rüppell
- Ploceus taeniopterus – Tisserin du Nil
- Ploceus intermedius – Tisserin intermédiaire
- Ploceus velatus – Tisserin à tête rousse
- Ploceus katangae – Tisserin du Katanga
- Ploceus ruweti – Tisserin de Ruwet
- Ploceus reichardi – Tisserin de Reichard
- Ploceus vitellinus – Tisserin vitellin
- Ploceus spekei – Tisserin de Speke
- Ploceus spekeoides – Tisserin de Fox
- Ploceus cucullatus – Tisserin gendarme
- Ploceus grandis – Tisserin géant
- Ploceus castaneofuscus – Tisserin noir et marron
- Ploceus nigerrimus – Tisserin noir
- Ploceus weynsi – Tisserin de Weyns
- Ploceus golandi – Tisserin de Clarke
- Ploceus dichrocephalus – Tisserin de Salvadori
- Ploceus melanocephalus – Tisserin à tête noire
- Ploceus jacksoni – Tisserin à dos d'or
- Ploceus badius – Tisserin cannelle
- Ploceus rubiginosus – Tisserin roux
- Ploceus aureonucha – Tisserin à nuque d'or
- Ploceus tricolor – Tisserin tricolore
- Ploceus albinucha – Tisserin de Maxwell
- Ploceus nelicourvi – Tisserin nélicourvi
- Ploceus sakalava – Tisserin sakalave
- Ploceus hypoxanthus – Tisserin doré
- Ploceus superciliosus – Tisserin gros-bec
- Ploceus benghalensis – Tisserin du Bengale
- Ploceus manyar – Tisserin manyar
- Ploceus philippinus – Tisserin baya
- Ploceus megarhynchus – Tisserin de Finn
- Ploceus bicolor – Tisserin bicolore
- Ploceus preussi – Tisserin de Preuss
- Ploceus dorsomaculatus – Tisserin à cape jaune
- Ploceus olivaceiceps – Tisserin à tête olive
- Ploceus nicolli – Tisserin des Usambara
- Ploceus insignis – Tisserin à cape brune
- Ploceus angolensis – Tisserin malimbe
- Ploceus sanctithomae – Tisserin de Sao Tomé
- Ploceus flavipes – Tisserin à pieds jaunes